# Jan Wnukiewicz
Jan Wnukiewicz (ur. 31 stycznia 1945, zm. 10 grudnia 2013 we Wrocławiu) – polski lekarz stomatolog, profesor, nauczyciel akademicki.

## Życiorys
Absolwent Oddziału Stomatologii Wydziału Lekarskiego Akademii Medycznej we Wrocławiu. Doktoryzował się w 1976, habilitował w 2002. Początkowo pracował jako asystent w Klinice Chirurgii Stomatologicznej Akademii Medycznej we Wrocławiu, a następnie straszy asystent, adiunkt i profesor w Klinice Chirurgii Szczękowej. W latach 1997–2011 był kierownikiem Katedry i Kliniki Chirurgii Szczękowo-Twarzowej, a w latach 1993–1999 także prodziekanem Wydziału Lekarskiego Akademii Medycznej we Wrocławiu. Odznaczony Krzyżem Kawalerskim Orderu Odrodzenia Polski, Złotym i Brązowym Krzyżem Zasługi, Medalem Komisji Edukacji Narodowej, Odznaką "Za Zasługi dla Ochrony Zdrowia", Złotą Odznaką Honorową Akademii Medycznej.
Został pochowany na cmentarzu św. Wawrzyńca przy ul. Bujwida we Wrocławiu.

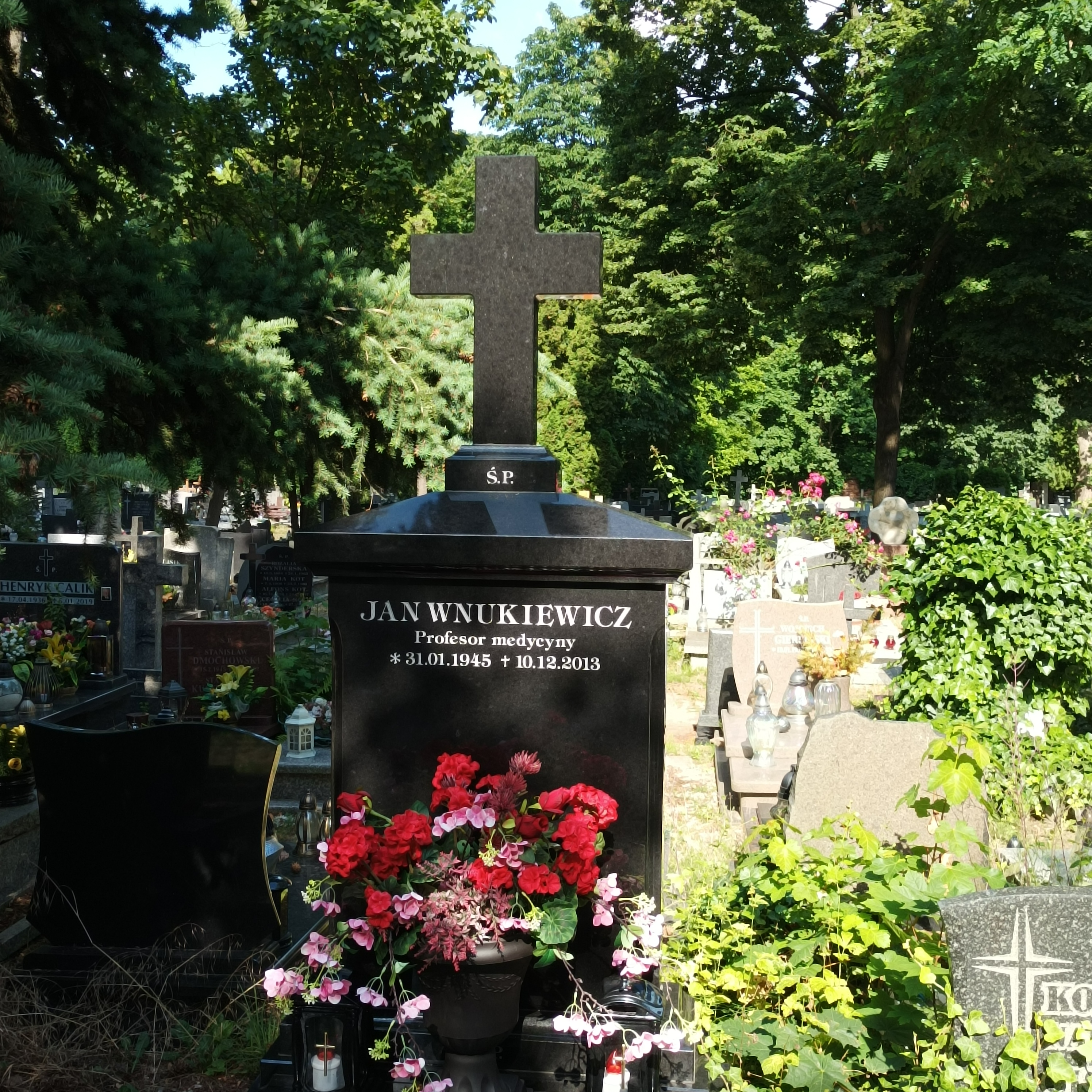
Grób prof. Jana Wnukiewicza na Cmentarzu św. Wawrzyńca we Wrocławiu